# Büchenbeuren

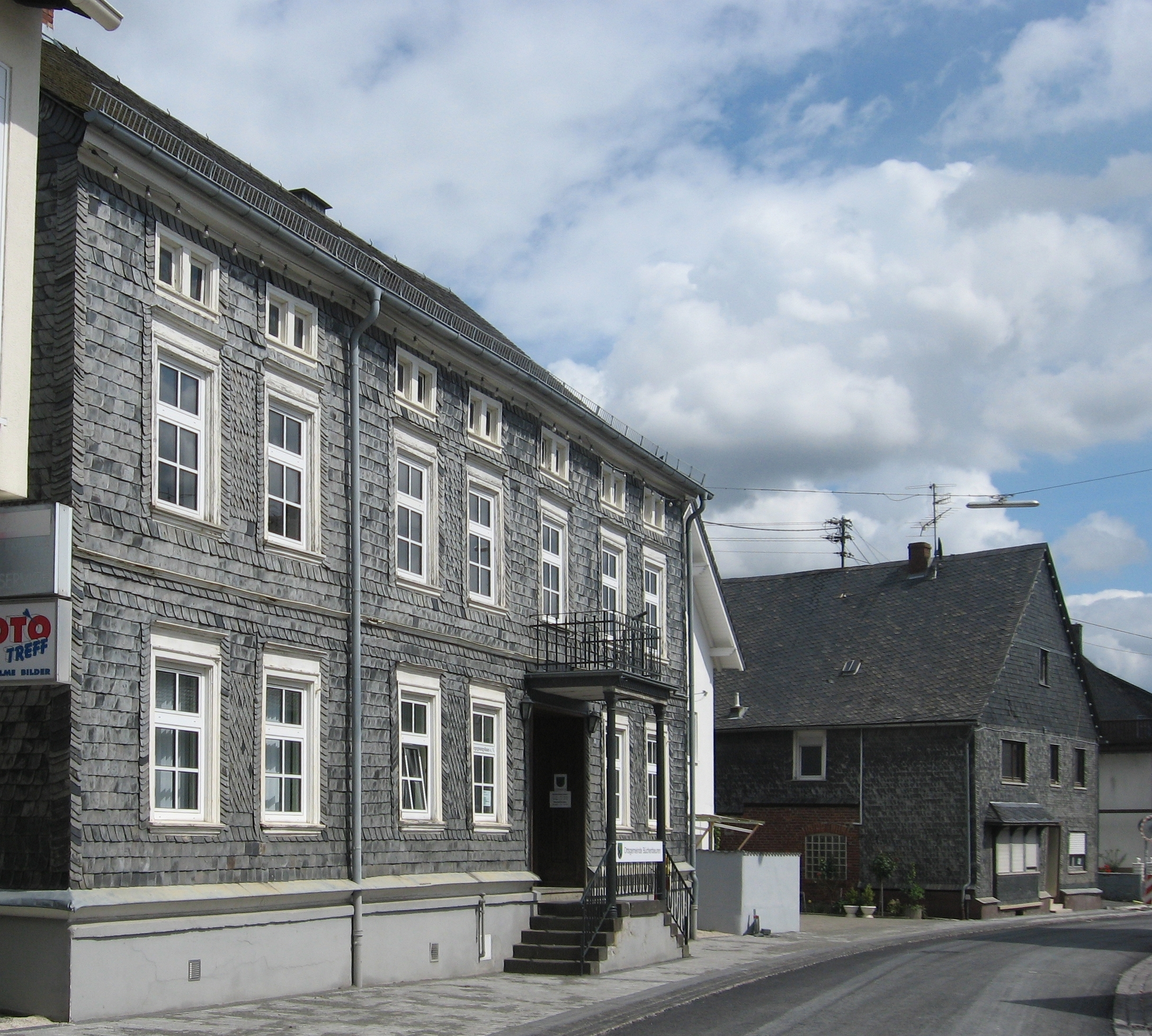
Das „Alte Amt“, Sitz der Gemeindeverwaltung

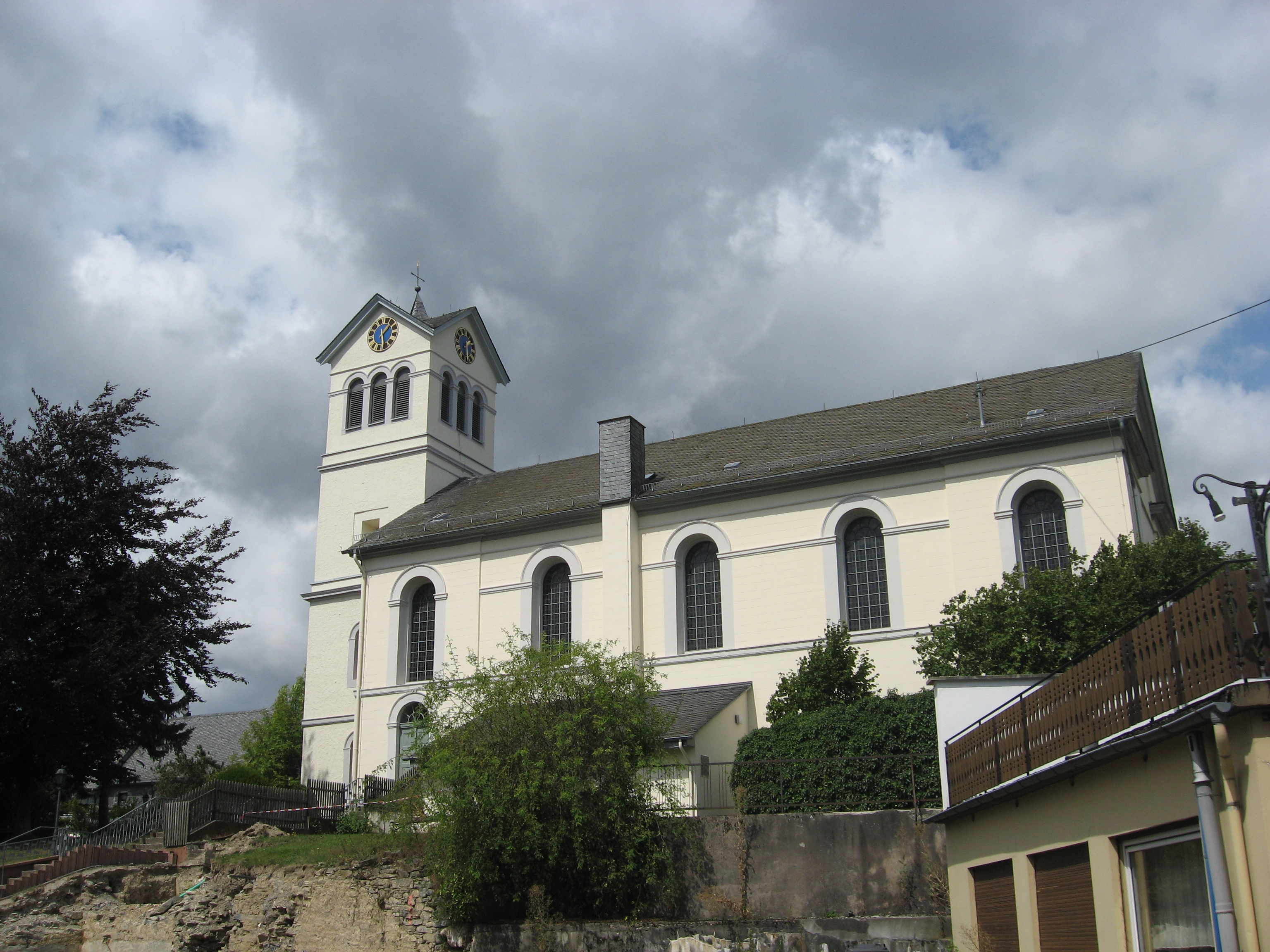
Evangelische Kirche

Büchenbeuren ist eine Ortsgemeinde im Rhein-Hunsrück-Kreis in Rheinland-Pfalz. Sie gehört der Verbandsgemeinde Kirchberg (Hunsrück) an. Büchenbeuren ist gemäß Landesplanung als Grundzentrum ausgewiesen.

## Geographie
Büchenbeuren liegt zentral im Hunsrück nordöstlich des Idarwaldes. Der Ort teilt sich auf in den Hauptortsteil Büchenbeuren und den Ortsteil Scheid. Auf der Gemarkung der Gemeinde liegt auch ein Teil des Flugplatzes Frankfurt-Hahn.

## Geschichte
Büchenbeuren wurde 1301 zum ersten Mal in einer Urkunde des Grafengeschlechts der Sponheimer erwähnt. Büchenbeuren gehörte bis zum Ende des Mittelalters zum Herrschaftsgebiet der Sponheimer Grafen. 1437 fiel der Ort den Markgrafen von Baden und den Pfalzgrafen bei Rhein zu. 1783 wurde die Leibeigenschaft durch Markgraf Karl Friedrich aufgehoben.
Im Oktober 1794 besetzten französische Truppen Büchenbeuren. Das Pfarrhaus diente als französisches Militärspital. Ab 1796 gehörte Büchenbeuren wie alle linksrheinischen Gebiete direkt zu Frankreich. Die französische Verwaltung war hier jedoch erst ab 1798 funktionsfähig. Büchenbeuren gehörte zum neu geschaffenen Arrondissement Simmern im Rhein-Mosel-Departement mit Simmern als Verwaltungssitz. Kirchberg wurde Hauptort (chef-lieu) eines Kantons, Büchenbeuren gehörte mit Altlay, Bärenbach, Belg, Lautzenhausen, Niederweiler und Wahlenau zu der im Jahr 1800 errichteten Mairie Sohren. 1804 wurde mit dem Code civil das französische Zivilrecht eingeführt.
1814 endete die französische Herrschaft in Büchenbeuren und wurde am 2. Februar 1814 dem Generalgouvernement Mittelrhein unter Justus von Gruner und dann am 16. Juni 1814 der Gemeinschaftlichen Landes-Administrations-Kommission zugeordnet, die unter der Verwaltung von Österreich und Bayern stand.
Auf dem Wiener Kongress wurde Büchenbeuren dann der preußischen Provinz Großherzogtum Niederrhein eingegliedert, die 1822 zur Rheinprovinz wurde. Bis 1845 wurde Büchenbeuren jedoch noch nach der französischen Munizipalverfassung verwaltet, bis im selben Jahr die „Gemeindeordnung für die Rheinprovinz“ eingeführt wurde.
Unter der preußischen Verwaltung unterstand Büchenbeuren von 1816 an der Bürgermeisterei Sohren im Kreis Zell. 1852 wurde der Sitz des Bürgermeistereiamtes nach Büchenbeuren verlegt, jedoch blieb der Name der „Bürgermeisterei Sohren“ bzw. ab 1927 „Amt Sohren“ bestehen. Im Jahr 1939 wurde schließlich das Amt Sohren in „Amt Büchenbeuren“ umbenannt, das 1968 vorübergehend in die Verbandsgemeinde Büchenbeuren umgewandelt wurde. Seit 1970 gehört Büchenbeuren der Verbandsgemeinde Kirchberg an.
Statistik zur Einwohnerentwicklung
Die Entwicklung der Einwohnerzahl der Gemeinde Büchenbeuren, die Werte von 1871 bis 1987 beruhen auf Volkszählungen:
| Jahr | Einwohner |
| ---- | --------- |
| 1815 | 254       |
| 1835 | 313       |
| 1871 | 316       |
| 1905 | 351       |
| 1939 | 445       |
| 1950 | 538       |
| 1961 | 798       |

| Jahr | Einwohner |
| ---- | --------- |
| 1970 | 788       |
| 1987 | 949       |
| 2005 | 1.660     |
| 2011 | 1.646     |
| 2017 | 1.730     |
| 2022 | 1.793     |

## Politik

### Gemeinderat
Der Gemeinderat in Büchenbeuren besteht aus 16 Ratsmitgliedern, die bei der Kommunalwahl am 9. Juni 2024 in einer personalisierten Verhältniswahl gewählt wurden, und – wenn wieder gewählt – dem ehrenamtlichen Ortsbürgermeister als Vorsitzendem.
Die Sitzverteilung im Gemeinderat:
| Wahl | SPD | FDP | FWG | Gesamt   |
| ---- | --- | --- | --- | -------- |
| 2024 | 4   | –   | 12  | 16 Sitze |
| 2019 | 6   | –   | 10  | 16 Sitze |
| 2014 | 6   | –   | 10  | 16 Sitze |
| 2009 | 6   | 5   | 5   | 16 Sitze |
| 2004 | 6   | 5   | 5   | 16 Sitze |

- FWG = Freie Wählergruppe Büchenbeuren e. V.

### Bürgermeister
Das Amt ist derzeit noch vakant. Letzter Ortsbürgermeister von Büchenbeuren war seit 2014 Guido Scherer. Bei der Direktwahl am 26. Mai 2019 wurde er mit einem Stimmenanteil von 86,84 % und am 9. Juni 2024 ohne Gegenkandidat mit 79,6 % der Stimmen jeweils für fünf weitere Jahre in seinem Amt bestätigt. Zum 31. März 2025 legte er jedoch das Ehrenamt aus persönlichen Gründen vorzeitig nieder, wodurch eine Neuwahl erforderlich wurde. Bei der Stichwahl am 29. Juni 2025 setzte sich Christian Eiserloh mit einem Stimmenanteil von 60,9 % durch, nachdem bei der Direktwahl am 15. Juni 2025 keiner der ursprünglich vier Bewerber eine ausreichende Mehrheit erreicht hatte. Die Amtseinführung des neuen Ortsbürgermeisters steht noch aus.

### Wappen
| Wappen von Büchenbeuren | Blasonierung: „Schrägrechts geteilt; links geschacht von Gold und Blau, rechts in Grün zwei goldene Buchenblätter an goldenem Ast.“                                                                        |
| Wappen von Büchenbeuren | Wappenbegründung: Das Schach bezieht sich auf die frühere Zugehörigkeit der Gemeinde zur vorderen Grafschaft Sponheim. Die Buchblätter deuten als Redendes Wappen auf den Ortsnamen „Büchen“ (Buchen) hin. |

### Partnergemeinden
- Middelkerke-Schore in Belgien

## Wirtschaft und Infrastruktur

### Verkehr
Der Ort liegt etwa zwei Straßenkilometer vom einzigen rheinland-pfälzischen internationalen Verkehrsflughafen Frankfurt-Hahn entfernt. Zu erreichen ist Büchenbeuren aus dem Osten über die Bundesautobahn 61 und die Bundesstraße 50, aus dem Westen über die Hunsrückhöhenstraße (B 327).
Im Ort befindet sich ein Bahnhof der mittlerweile zum größten Teil stillgelegten Hunsrückquerbahn. Ab Büchenbeuren fahren Busse zum Flughafen Frankfurt-Hahn, nach Idar-Oberstein, Kirn, Bingen am Rhein und Simmern.

### Wirtschaft

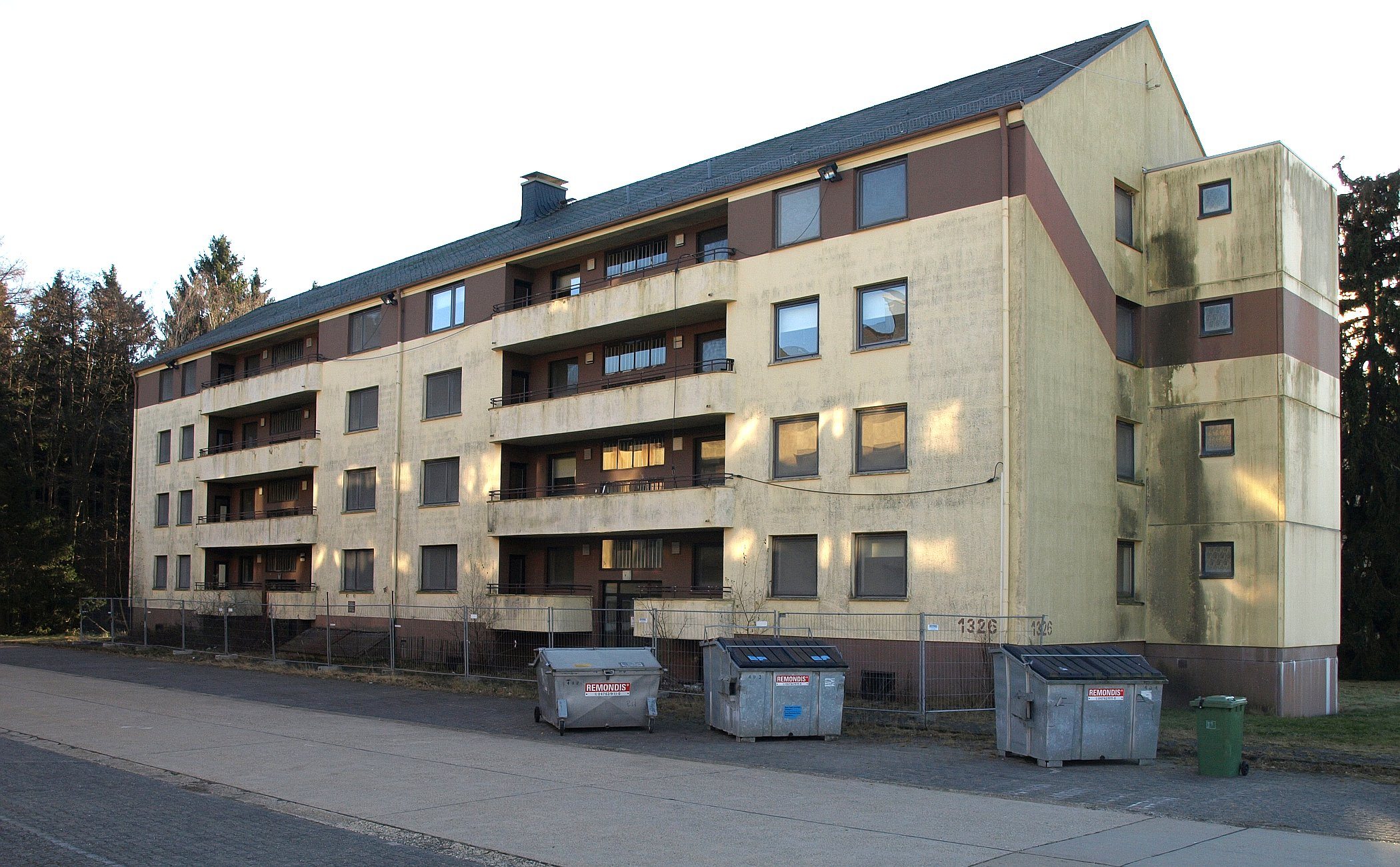
Ehemalige Wohngebäude der Flughafen Family Housing

Im Ortsteil Scheid ist seit 1996 die Landespolizeischule Rheinland-Pfalz beheimatet. Zuvor befand sich dort die Flughafen Family Housing der Hahn Air Base. Viele der dort mittlerweile ungenutzten Gebäude sind dem Verfall preisgegeben.

### Bildung
Im Ort gibt es eine Grundschule und einen Kindergarten.
Zudem befindet sich im Schulzentrum die Paul-Schneider-Realschule Plus mit Fachoberschule (Wirtschaft u. Verwaltung).
Ferner hat die Hochschule der Polizei Rheinland-Pfalz Sitz in dem Ort.

### Einrichtungen
Es gibt eine Stützpunktfeuerwehr, die zusammen mit der Nachbargemeinde Sohren einen Löschzug bildet.